# جون كريستوفر درابر
جون كريستوفر درابر (بالإنجليزية: John Christopher Draper)‏ هو جراح وكيميائي أمريكي، ولد في 31 مارس 1835 في تشاس سيتي في الولايات المتحدة، وتوفي في 20 ديسمبر 1885 في نيويورك في الولايات المتحدة بسبب ذات الرئة.